# SN 1966G
SN 1966G – supernowa odkryta 16 sierpnia 1966 roku w galaktyce NGC 521. W momencie odkrycia miała maksymalną jasność 15,50m.